# Valö, Östhammars kommun
Valö är kyrkbyn i Valö socken i Östhammars kommun i Uppland.
I byn ligger Valö kyrka. Valö kyrkby utgjordes historiskt av Lund, Lundsvedja, Sunnanäng, Tomta och Klockargården. 